# Pałuki (województwo mazowieckie)
Pałuki – wieś sołecka  w Polsce położona w województwie mazowieckim, w powiecie ciechanowskim, w gminie Opinogóra Górna.
| SIMC    | Nazwa     | Rodzaj    |
| ------- | --------- | --------- |
| 0121695 | Zabrzezie | część wsi |

Wieś szlachecka położona była w drugiej połowie XVI wieku w powiecie ciechanowskim ziemi ciechanowskiej. W latach 1975–1998 miejscowość administracyjnie należała do województwa ciechanowskiego.
We wsi znajduje się parafia pw. św. Gotarda. Kościół parafialny jest pod wezwaniem Wniebowzięcia Najświętszej Maryi Panny. 